# Alberto Festa
Pour les articles homonymes, voir Festa (homonymie).
Alberto Festa, de son nom complet Alberto Augusto Antunes Festa, est un footballeur portugais né le 21 juillet 1939 à Santo Tirso et mort le 2 janvier 2024. Il évoluait au poste de défenseur.

## Biographie
Il joue dans deux clubs au cours de sa carrière : le FC Tirsense et le FC Porto. Il gagne une coupe nationale avec Porto.
International, il reçoit 19 sélections en équipe du Portugal de 1963 à 1966. Il fait partie du groupe portugais qui se classe troisième de la Coupe du monde 1966.

## Palmarès

### En club
Avec le FC Porto :
- Vainqueur de la Coupe du Portugal en 1968

### En sélection
- Troisième de la Coupe du monde en 1966